# 森特勒爾城 (愛荷華州)
森特勒爾城（英語：Central City）是一個位於美國愛荷華州林縣的城市。

## 地理
森特勒爾城的座標為42°12′19″N 91°31′30″W / 42.20528°N 91.52500°W，而該地的平均海拔高度為254米（即833英尺）。

## 人口
根據2010年美國人口普查的數據，森特勒爾城的面積為2.51平方千米，當中陸地面積為2.46平方千米，而水域面積為0.05平方千米。當地共有人口1257人，而人口密度為每平方千米500人。